# 范斌 (篮球)
范斌（1970年4月19日—），山东烟台人，中国男子篮球运动员，现任中国国家女子篮球队助理教练、八一女篮主教练。范身高1.78米，球员时场上位置组织后卫。

## 生平
范斌1986年参军，因为篮球技术出色，很快被济南军区篮球队选中，成为专业篮球运动员。1991年，范斌被调入八一男篮，并进入中国国家青年队，1993年首次入选国家队。其后，范斌曾多次代表中国男篮出征世界大赛。但遗憾的是，由于种种原因，范斌未能获得参加奥运会的机会。
2004年8月8日，范斌正式退役，之后出任中国国家女子篮球队助理教练。2006年3月，范斌兼任八一女篮主教练。

## 外部連結
- 范斌在fiba.basketball（英语）
- 范斌在中国男子篮球职业联赛官網